# マクドネル・ダグラス
マクドネル・ダグラス（米国式でマクダネル・ダグラスとも読む、McDonnell Douglas）は、かつて存在したアメリカ合衆国の大手航空機メーカーである。

## 概要
民間や軍用の数多くの著名な飛行機を生産していた。ジェームズ・スミス・マクドネル(James Smith McDonnell)設立のマクドネル・エアクラフト社とドナルド・ウィルズ・ダグラス・シニア(Donald Wills Douglas)設立のダグラス・エアクラフト社の合併により1967年に誕生した。カリフォルニア州ロングビーチとミズーリ州セントルイスに製造工場がある。1997年にボーイング社に吸収合併された。

## 歴史

### 前身

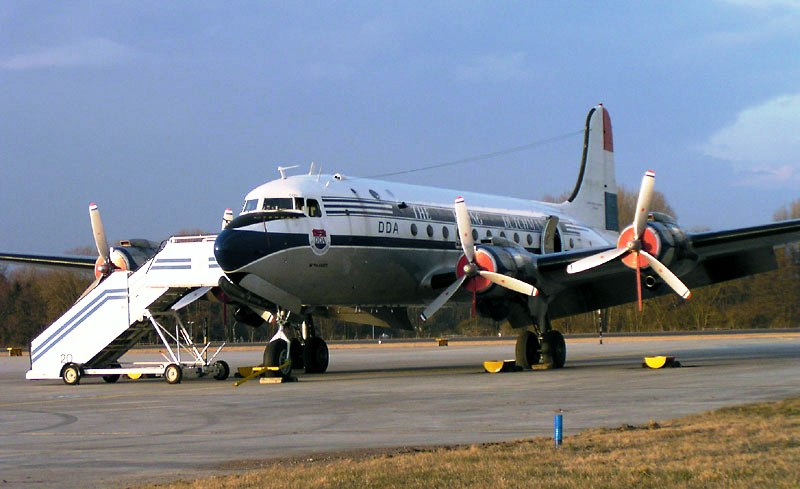
Dutch Dakota AssociationのDC-4

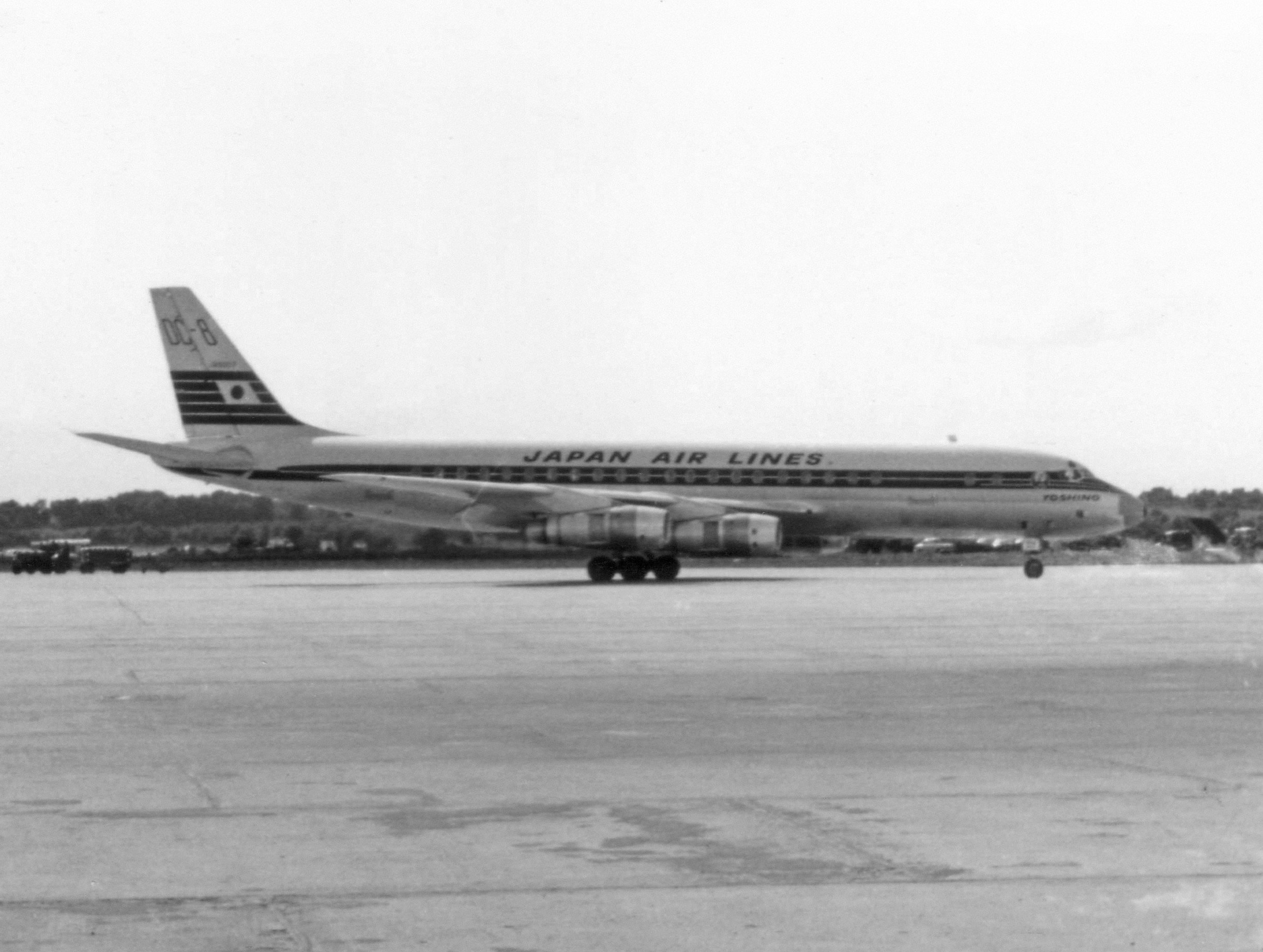
日本航空のDC-8-53型機

マクドネル・ダグラスの前身はジェームズ・スミス・マクドネル(James Smith McDonnell)とドナルド・ウィルズ・ダグラス(Donald Wills Douglas)がそれぞれ設立した航空機メーカに由来する。両者ともマサチューセッツ工科大学出身でグレン・L・マーティン・カンパニー（現ロッキード・マーティン）に勤務していた経歴を持つ。ダグラスはマーチンでチーフエンジニアを務めていたが、1920年にマーチンを去ってロサンゼルスでデービス・ダグラス社を設立した。1921年には共同出資者から事業を買い取って社名をダグラス・エアクラフトに変更した。
マクドネルは1928年にウィスコンシン州ミルウォーキーに J.S. マクドネル・アンド・アソシエーツを設立する。マクドネルは自家用小型飛行機の生産をもくろんでいたが、1929年の恐慌で計画は破綻して会社は倒産した。その後マーチンで働くこととなったが、1938年にマーチンを去ってミズーリ州セントルイス近郊にマクドネル・エアクラフトを設立して再起を図った。
その後第二次世界大戦の需要でダグラス社は成長することとなる。1942年から1945年までに3万機近くの航空機を生産し、従業員は16万人に膨れ上がった。大戦中の主な製品には C-47 スカイトレイン(DC-3 の軍用輸送機型)、DB-7 ボストン(A-20 ハボック)、SBD ドーントレス、A-26 インベーダー、DC-4などがある。またアメリカ陸軍航空軍のシンクタンクも設立し、これは後にランド研究所となる。しかし戦争が終結すると両社も政府受注の終結と余剰機体の処理に苦しみ、特にダグラスは10万人近くの人員を削減した。
戦後もダグラスは新型機の開発を続け、1946年には傑作機 DC-6 を、1953年には最後のレシプロ旅客機となる DC-7 を送り出す。またジェット機生産にも乗り出して1948年には F3D スカイナイト、1951年にはより本格的なジェット機 F4D スカイレイを海軍向けに製造した。
同時に民間ジェット機の製造も始め、1958年にはボーイング707に対抗してDC-8の製造を開始し、その後短中距離用ジェット機のDC-9の製造も開始する。
マクドネルもジェット機の開発を進めていたが、当時は比較的小規模な会社だったことが幸いして思い切った航空機設計を行うことができた。その結果 FH-1 ファントムが誕生し、続く F2H バンシー、F3H デーモンとともに海軍御用達の戦闘機メーカーとなるきっかけをつかんだ。朝鮮戦争後マクドネルは主要戦闘機メーカーとしての地位を確保し、1958年には傑作機として有名な F-4 ファントムIIを送り出す。
ミサイル分野においても両社は積極的に開発を進める。ダグラスは空対空ロケット弾やミサイルを製造していたが、1956年のナイキ計画で総合迎撃システムを開発し、またスカイボルト ALBM 及びPGM-17 Thor IRBMの主契約者となった。さらに NASA からも仕事を得る。特筆すべきはサターンVロケットへの参加であろう。一方マクドネルは NASA のマーキュリー計画とジェミニ計画への参加を当て込んで極超音速飛行の実験を行なっていた。また、ダグラス同様ミサイルも製造しており、その中にはユニークな囮用ミサイル ADM-20 クエイル がある。ついに両社はアメリカの主要企業の仲間入りをしたが、同時に問題を抱え込むこととなった。

### 合併による発足

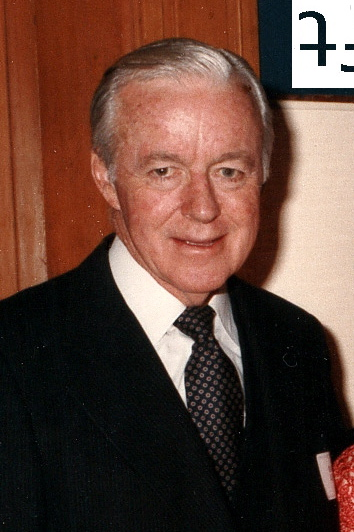
デビッド・ルイス

ダグラスはジェット旅客機DC-8とDC-9大量受注で一時的な経営は改善したが、開発コストが高かったことに加えて生産能力を超えた受注で9ヶ月～18ヶ月もの納期の遅れが発生。発注元の航空会社に支払う莫大な違約金が却って経営を圧迫していた。こうしたことからダグラスはマクドネルとの合併を模索し始める。交渉が1963年に始まり、1966年12月にはダグラスが入札要請を行なってこれに応じたマクドネルの応募を受け入れた。1967年4月28日に両社は正式に合併して マクドネル・ダグラス社(McDonell Douglas Corporation) となる。
合併によって当時のマクドネル社長デビッド・ルイスが旧ダグラス部門の責任者を兼任、直接経営再建の指揮を執った。合併時点においてダグラスは1年以内に経営破綻すると見られていた。

### DC-10とDC-9スーパー80の成功

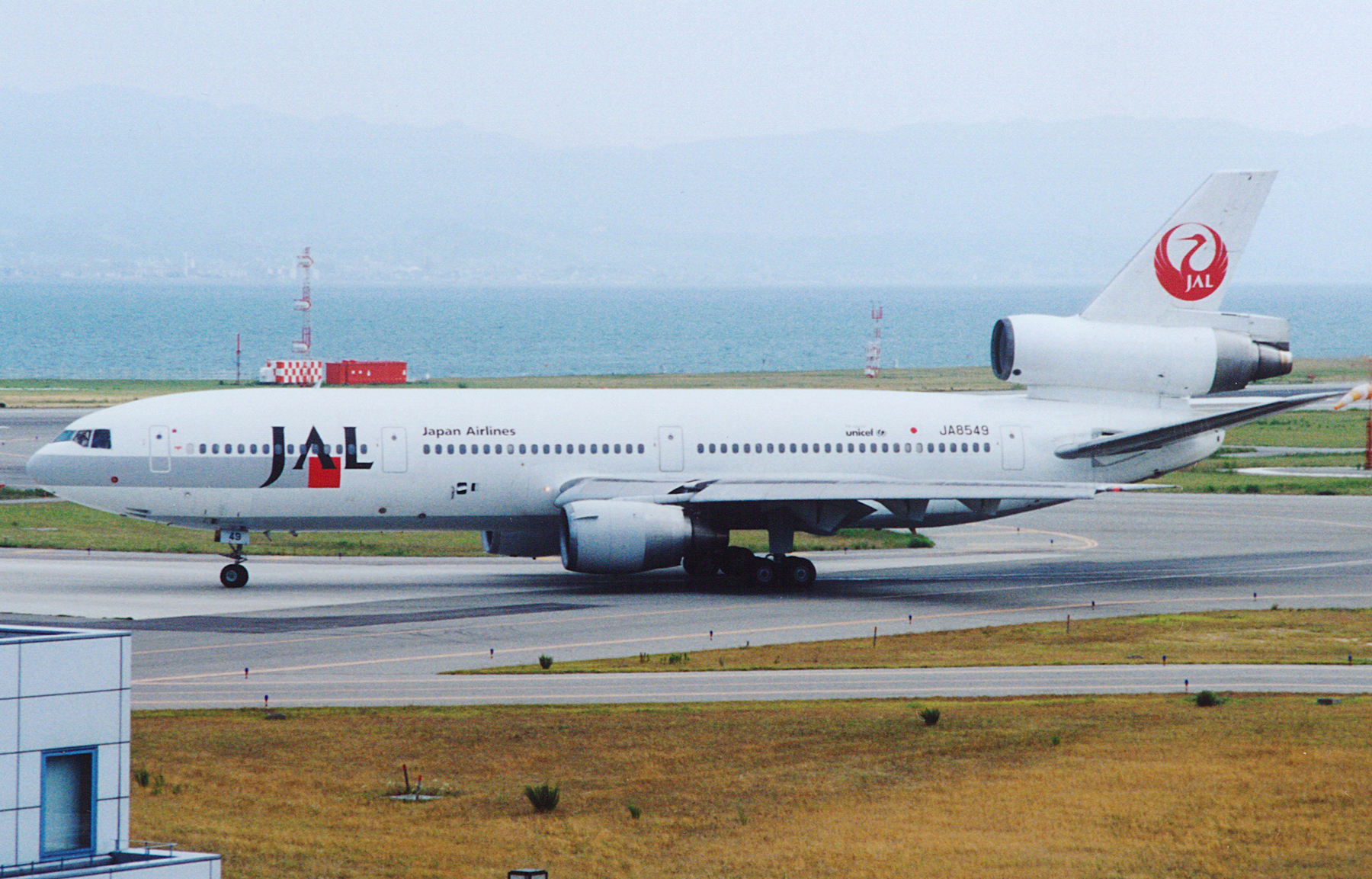
日本航空のDC-10

その様な状況下ではあったものの、アメリカン航空やユナイテッド航空などからの大型機ジェット旅客機の要求に対応するために、1960年代中盤にマクドネル・ダグラスにとって初のワイドボディ旅客機であるDC-10の開発を開始した。
同機はロッキード L-1011トライスターとの激しい販売競争の中、ルイスは精力的にDC-10を売り込み、2年で経営を軌道に乗せて黒字化した。その後ルイスはセントルイスの本社に戻り、1981年まで社長兼最高執行責任者として会社を率いるかたわら DC-10 の販売も続けた。
DC-10 は1968年に製造が始まり、1971年に最初の引渡しがなされ、設計不良によるトルコ航空DC-10パリ墜落事故やその設計不良のもみ消し工作の発覚そしてオイルショックの影響を受けながらもその販売は順調に推移した。1977年にはDC-9を長胴化したスーパー80シリーズ（後にMD-80シリーズの型番が与えられた）が発売されて、世界各国の航空会社からの発注を受けて大成功する。

### 軍用機分野での成功

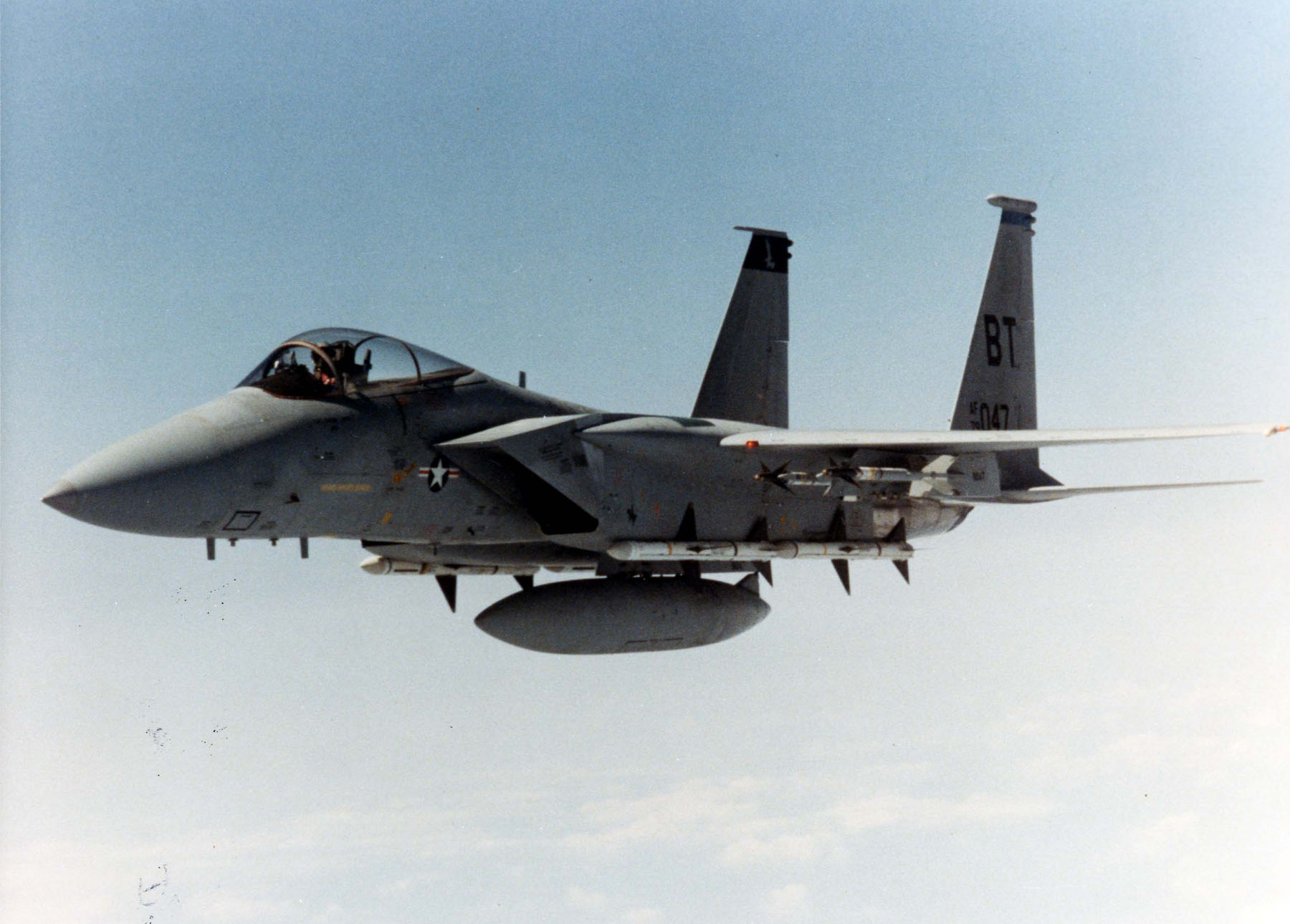
増槽を付け飛行するF-15C

軍用機分野では F-15 イーグル(1974年)、F/A-18 ホーネット(1975年)、ハープーンミサイル、トマホークミサイルその他を送り出して成功する。特にF-15はアメリカだけでなくイスラエルや日本などの当時の西側諸国でも主力戦闘機として大量発注され、その多くが現在も使用されている。しかしながらF-15は堅実な設計の機体であり、FH-1ファントムからF-4ファントムIIに至る歴代のマクドネル社の戦闘機に比較して、革新性では後退が始まっており、後の凋落につながる傾向はこの段階で始まっていたという指摘がある。またF/A-18ホーネットは、元来はノースロップ社の開発した機体であった。
なお、1970年代の石油ショックは航空業界に深刻な打撃を与え、マクドネル・ダグラスも経営を大幅に引き締めるとともに多角化によるリスクの分散を余儀なくされる。1984年には軍用、民事用のヘリコプターの大手であるヒューズ・ヘリコプターズを買収して社名を「MDヘリコプターズ」とした。
また1980年代には、アメリカ空軍の次期大型輸送機の発注に成功しC-17を開発する。C-17は、冷戦下においてアメリカ合衆国本土よりヨーロッパの前線未整備小型飛行場に物資を大量輸送する戦域間空輸を担う、大型長距離輸送機を開発する次期輸送機計画C-X（Cargo experimental）によって生み出された。

### MD-11とMD-90シリーズ

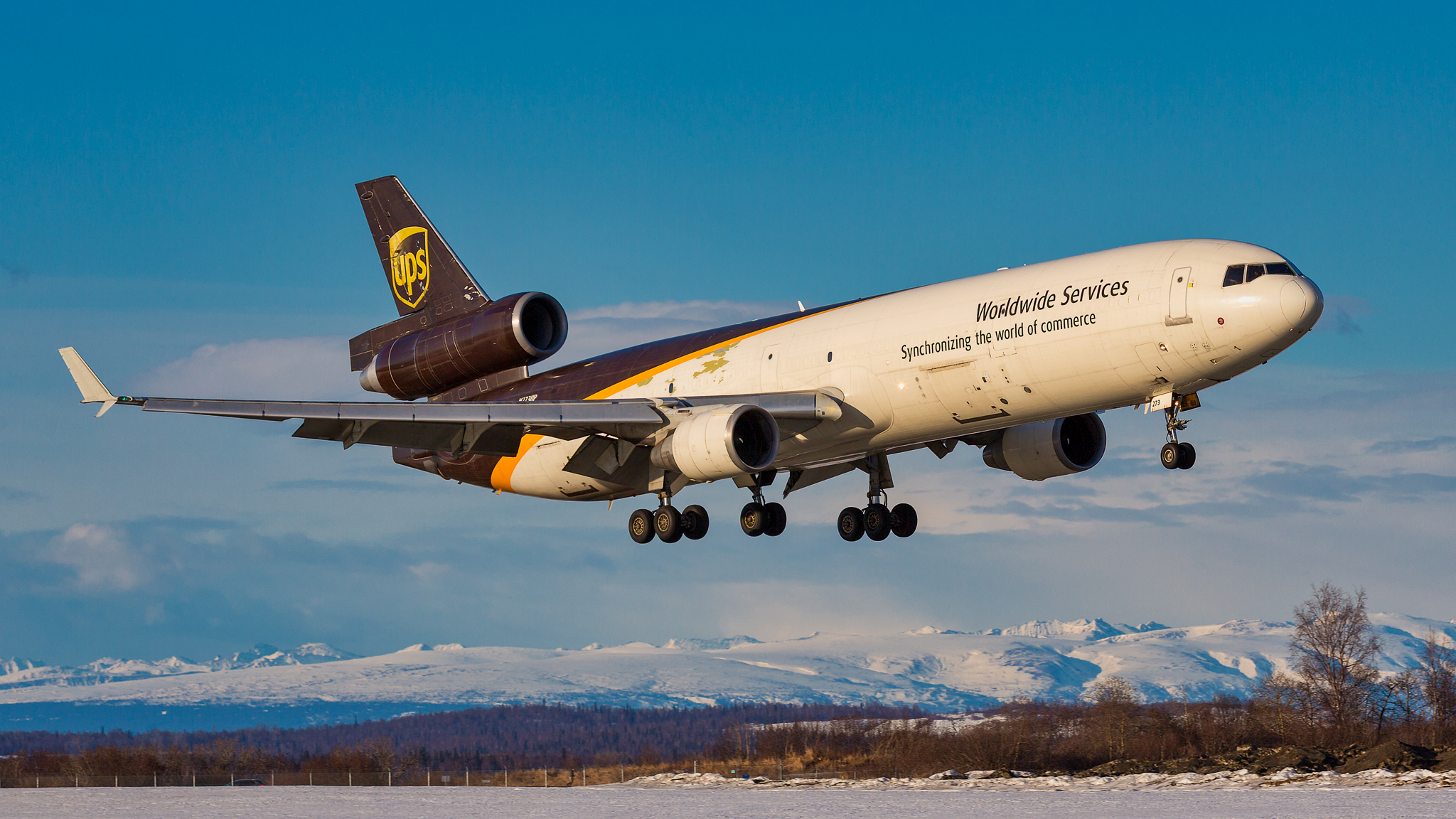
ユナイテッド・パーセル・サービスのMD-11

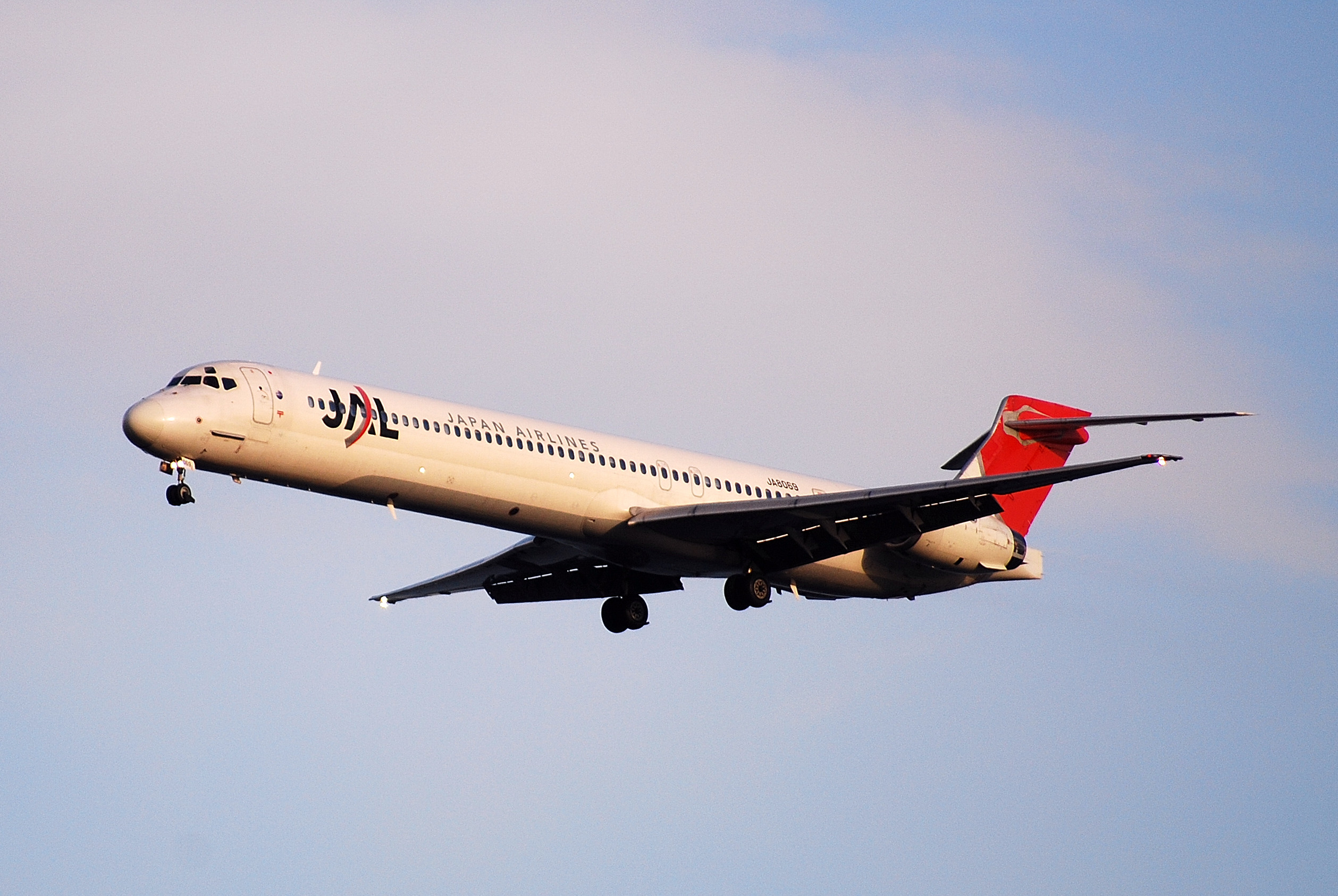
日本航空のMD-90

軍用機と民間機の双方で成功を手にしたマクドネル・ダグラスが、MD-80シリーズの次に市場に投入したのはMD-11で、これはDC-10を改良してアビオニクスを近代化した機種である。しかし、設計時に発表された性能を実現できなかったことでシンガポール航空などの大手顧客を逃したことや、より効率の高い2発エンジンのボーイング777やエアバスA330などのライバルに顧客を奪われたために、当初から販売的に苦戦を続けた。
同時期に導入されたMD-90は、MD-80 の胴体を延長してIAE V2500型エンジンを搭載した、後部配置エンジンとしては最大の旅客機である。機体短縮型のMD-95（後のボーイング717）は近・中距離向けの航空機で、マクドネル・ダグラスとして設計した最後の民間ジェット機となった。

### MD-12
1992年には総二階の機種MD-12が計画中であることを公表する（それ以前 MD-12 は MD-11 の胴体延長型として研究されてきた）。これは一時的に話題となったものの、同社にはそのような巨大な航空機を開発する企業力も資金力もないことは明らかで、計画はすぐに消滅してしまいボーイングやエアバスにシェアを奪われている現状への危機感と受け止められてしまう逆効果に終わってしまった。
後にボーイングも 747 の後継に総2階の機種を計画したが、最初に実現したのは エアバスA380 となった。その後、MD-11を基本とし胴体の延長、主翼の換装などでボーイング747クラスまで大型化したものを MD-XX計画 として発表し、ある程度の関心を集めたものの、この計画もすぐに中止され、マクドネル・ダグラスは旅客機の自主開発をあきらめ、ライバルの商品であったボーイング747の大型化に参画していくことを発表し、航空業界を驚かせたが、これはその後のボーイング社との合併の布石ともなったのである。

### 民間機の販売不振と冷戦終結

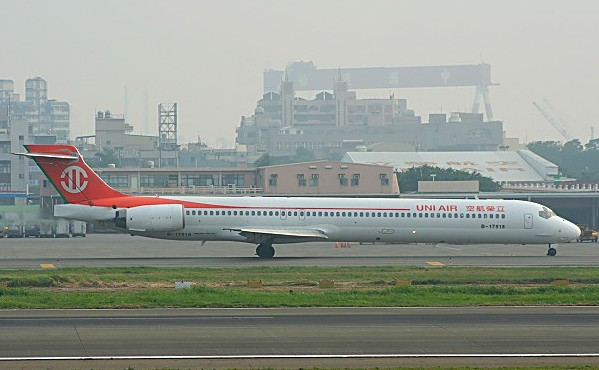
ユニエアのMD-90

MD-11は1986年の発売以降200機が販売されたが、当初計画された性能を実現することができなかったことや、ボーイングやエアバスとの販売競争の激化のあおりを受けて販売予測を大幅に下回ったために経営を圧迫するようになっていった。また、それに合わせるようにMD-90シリーズの販売数も同じくボーイング737やエアバスA320シリーズとの競争に押され、1990年代に入り下降線を辿るようになっていった。
また、1990年代に入って東西冷戦が終結したことにより、湾岸戦争などの一時的な特需があったものの、民間機と並ぶ企業の屋台骨であった軍需の発注が減り続けた。そしてF-15の後継機開発計画である先進戦術戦闘機計画において、書類選考で落選してしまう。
窮地に陥ったマクドネル・ダグラスは、中国で上海航空機製造と提携して海外初の製造工場をつくったが、それが失敗して凋落を決定付けた。

### ボーイングによる合併
ボーイングは1996年にロックウェル・インターナショナル傘下のノースアメリカンを買収し、翌年には130億ドルの株式交換でマクドネル・ダグラスを買収して吸収し、ザ・ボーイング・カンパニー (The Boeing Company) が発足した。
マクドネル・ダグラス社名での航空機販売は1998年で終了し、以降はボーイングが販売した。なお、MD-11はボーイングと合併後2001年にボーイング777との競合を避けるために製造が終了した。MD-90シリーズは、合併時に開発中だったMD-95が「ボーイング717」と改名されて開発が継続され、2006年まで製造された。
なお、旧ダグラス社から引き継いだ「球体（地球）を回るミサイルと航空機」を図案化したマクドネル・ダグラスのCIは、多少のアレンジを経つつも、ボーイングがCIとして現在も使用している。

## 主な製品
合併以前の製品についてはマクドネル・エアクラフト及びダグラス・エアクラフトの項目を参照

### 民間機

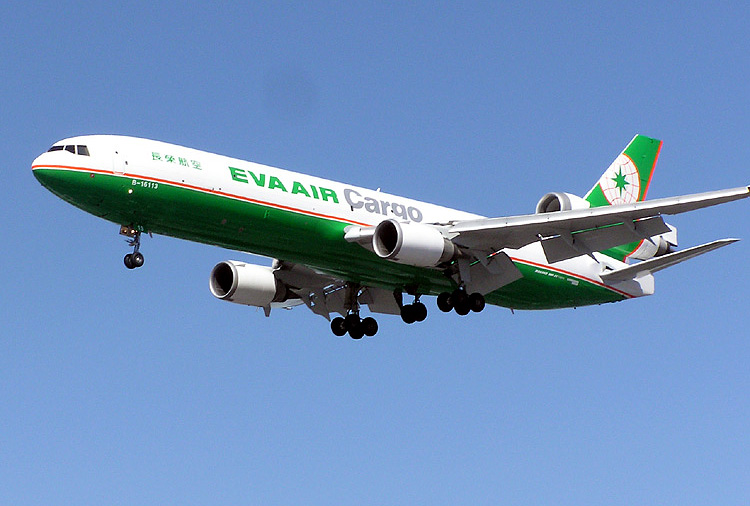
エバー航空カーゴのMD-11F

- DC-9 - ダグラス・エアクラフトから継承
  - MD-80 シリーズ - DC-9 を近代化改修して胴体を延長した型
  - MD-90 - MD-80のエンジンを置き換えて胴体を延長した型
  - MD-95 - 設計のみ。ボーイングと合併後ボーイング717として販売
- DC-10 ダグラス・エアクラフトによる設計
  - MD-10 - DC-10 を近代化改修した型
  - MD-11 - DC-10 を近代化改修して胴体を延長した型
- MD-12 (計画中止)
- MD-17 (C-17の民間版として計画されていたが開発中止)

### 軍用機

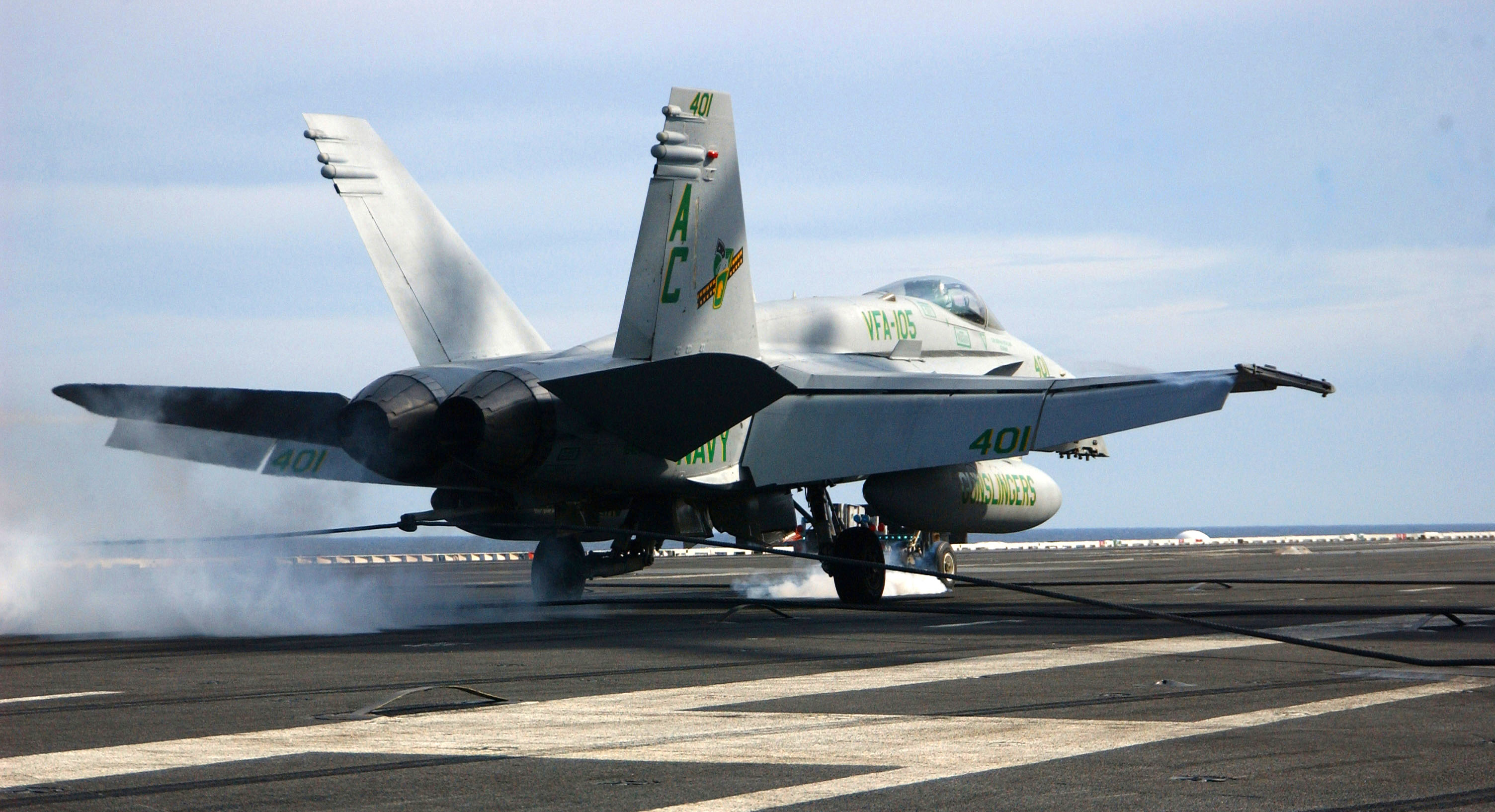
空母に着艦する F/A-18

- AH-64 アパッチ ヒューズ・ヘリコプターから継承
- AH-64D アパッチ・ロングボウ
- A-4 スカイホーク ダグラス・エアクラフトから継承
- F-4 ファントムII マクドネル・エアクラフトから継承
- F-15
- F-15E
- F/A-18A-D
- C-9
- X-36
- YC-15
- C-17
- KC-10
- AV-8B(イギリスのホーカー・シドレー社(現BAeシステムズ)の開発したAV-8Aハリアーを洗練したもの)
- T-45(イギリスのブリティッシュ・エアロスペース(現BAeシステムズ)の開発したBAe ホークに、艦上運用が可能なように改設計を行ったもの)